# Platyprosopa nigrostrigata
Platyprosopa nigrostrigata là một loài bướm đêm trong họ Noctuidae.